# Sjirvansjahernas palats
Sjirvansjahernas palats (azerbajdzjanska: Şirvanşahlar sarayı, sjirvansjahlar sarajy) är det största monumentet inom Sjirvan-Absjerongrenen inom den azerbajdzjanska arkitekturen belägen i centrala Baku. Komplexet innefattar palatsets huvudbyggnad, Divanhane, gravkamrarna, shahs moské med en minaret, Sejid Jahja Bakuvis mausoleum, en portal mot öst - Murads port, en reservoar och kvarnlämningarna från badhuset.
Palatset finns avbildat på framsidan av de azerbajdzjanska 10,000-manatsedlarna tryckta mellan 1994 och 2006 samt på nya 10-manatsedlar utgivna från och med år 2006.
Sedan år 2000 finns Sjirvansjahernas palats med på Unescos världsarvslista.